# آگوستین بولیوار
آگوستین بولیوار (انگلیسی: Agustín Bolívar؛ زادهٔ ۹ ژانویهٔ ۱۹۹۶) بازیکن فوتبال اهل آرژانتین است.
از باشگاه‌هایی که در آن بازی کرده‌است می‌توان به باشگاه فوتبال جیمناسیا لاپلاتا اشاره کرد.